# Devil’s Bridge (Ceredigion)

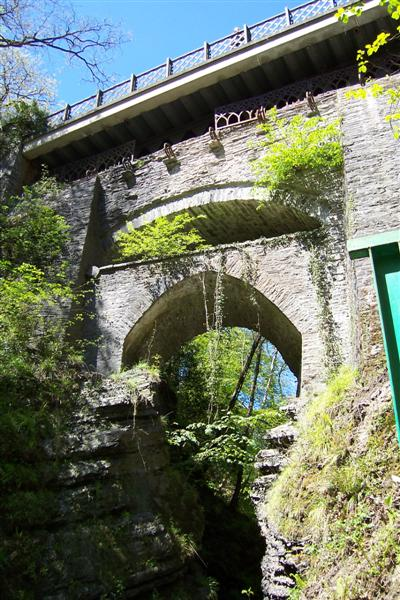
Die drei Brücken

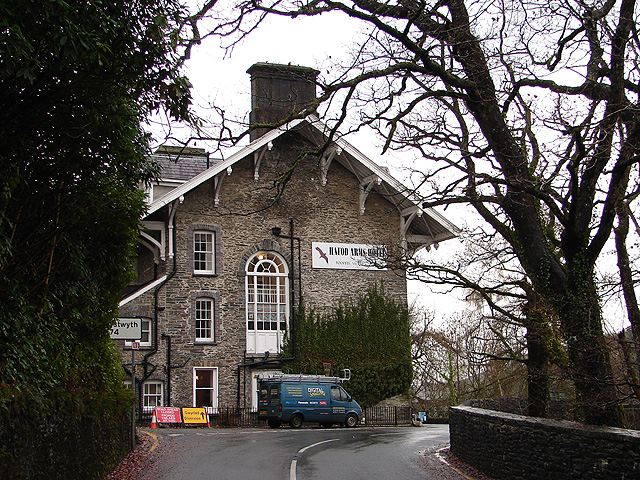
Hafod Arms Hotel

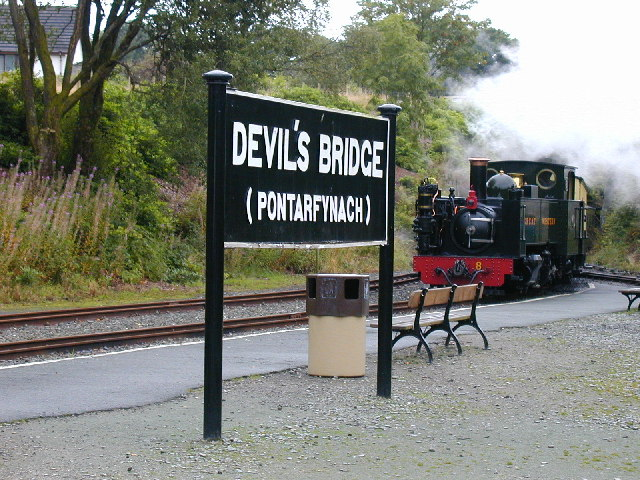
Bahnhof Devil's Bridge

Devil’s Bridge, auch Pont-ar-Fynach („Die Brücke über den Mynach“) ist eine Brücke in Ceredigion (Wales). Das Bauwerk dient der Straßenverbindung zwischen den Orten Llanidloes und Aberystwyth. Im gleichnamigen Dorf liegt das von Thomas Johnes errichtete Hotel Hafod Arms.

## Lage und Geschichte
Die drei übereinander angeordneten Brücken überspannen den Fluss Mynach, einen Nebenfluss des Rheidol. Bei der oberen und neuesten Brücke handelt es sich um eine Eisenbrücke aus dem Jahr 1901; die mittlere und die untere, älteste, sind Steinbogenbrücken. Die mittlere Brücke wurde 1753 erbaut, weil die Stabilität der vorhandenen in Frage gestellt wurde. Die originale „Teufelsbrücke“ soll von Mönchen aus Strata Florida Abbey im Jahr 1087 konstruiert worden sein (Account 1799, 22). Sie diente als Grundlage für das Hilfsgerüst zum Bau der mittleren Brücke.
Der Fluss Mynach bildet an dieser Stelle einen Wasserfall, der in fünf Stufen zusammen etwa neunzig Meter in eine Devil’s Hole genannte Klamm stürzt, bevor er in den Rheidol mündet (Account 1799, 30). Die Steintreppe, die von der unteren Brücke zum Fluss hinabführt, wird „Jakobsleiter“ genannt.
Der Legende nach wurde die älteste Brücke vom Teufel gebaut, weil es für sterbliche Menschen zu schwierig war, eine Flussquerung zu schaffen. Der Teufel handelte als Preis für seine Bemühungen aus, dass die Seele des ersten Lebewesens, das die Brücke betreten würde, ihm verfallen würde. Doch der Teufel wurde um seinen Lohn geprellt, da nach Fertigstellung durch eine List ein Hund auf die Brücke gelockt wurde. Der Teufel soll sich dermaßen über seine Schmach geschämt haben, dass er danach nie wieder nach Wales zurückkehrte.

## Die Brücke als Sehenswürdigkeit
Die „Teufelsbrücke“ über den Mynach ist bereits seit Jahrhunderten Ziel von Reisenden. Mit der Entstehung der Wanderwege auf dem Anwesen Hafod Estate von Thomas Johnes wurde das Interesse an der wildromantischen walisischen Landschaft noch gesteigert.
Die spektakuläre Brücke wurde in der Reiseliteratur immer wieder erwähnt, so auch von George Cumberland in dessen Beschreibung der Landschaft in der Umgebung von Hafod (Cumberland 1796, 46). Der Autor George Borrow schilderte in Wild Wales (1854) ebenfalls einen Besuch der Brücke.
Im Jahr 1902 wurde eine Schmalspurbahn zwischen Aberystwyth und Devil’s Bridge eröffnet (Vale of Rheidol Railway). Das von Johnes erbaute Hotel Hafod Arms heißt heute Ceilliau Hotel.